# Tošecké knížectví
Tošecké knížectví (polsky Księstwo toszeckie, německy Herzogtum Tost) vzniklo na počátkem 14. století oddělením z Bytomského knížectví. Rezidenčním městem byl Toszek.

## Historie

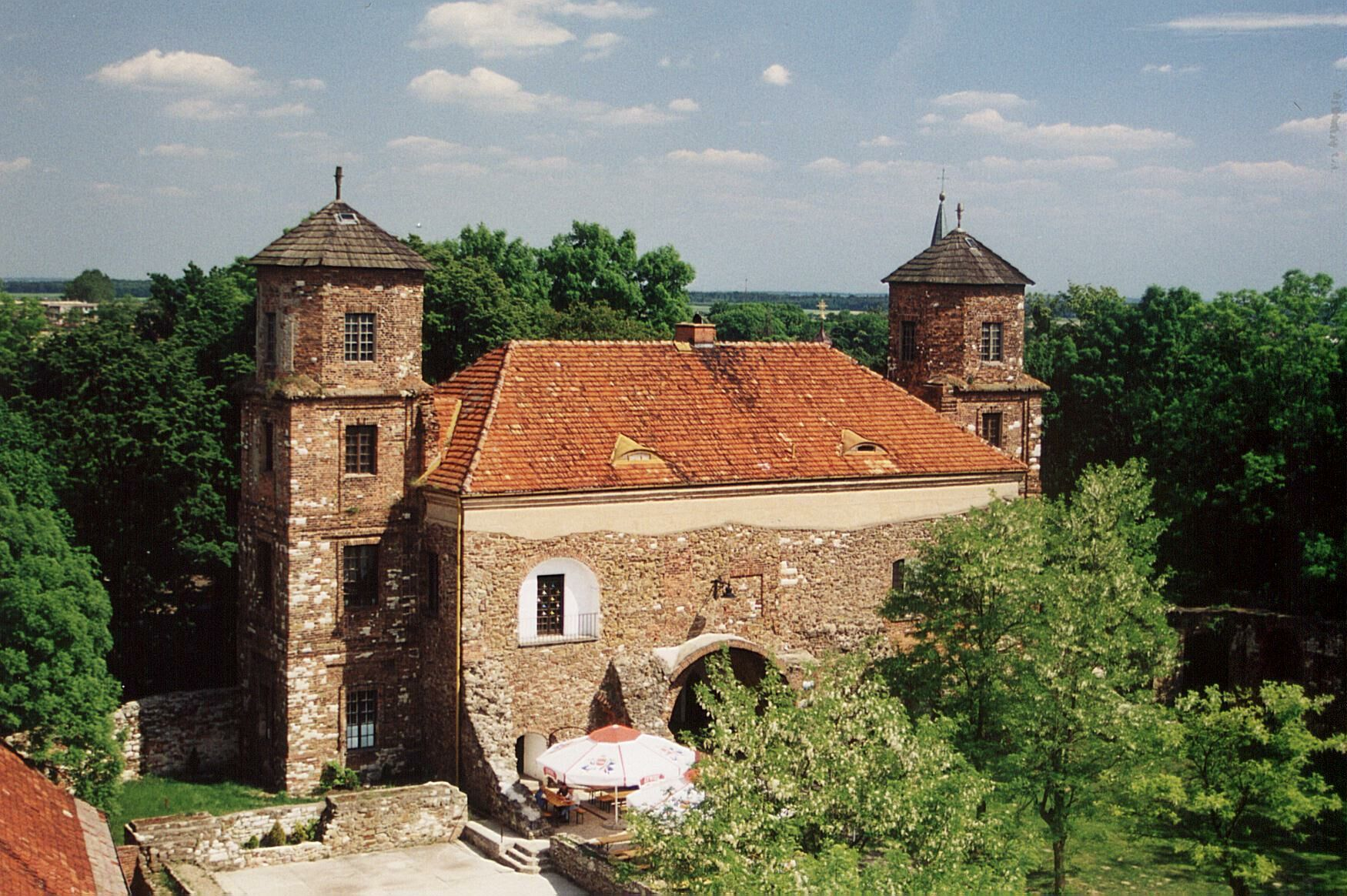
hrad Toszek

Oblast Tošeckého knížectví zpočátku patřila vévodovi Boleslavovi I. Vysokému. V roce 1202 ji dobyl společně s Opolským knížectvím hornoslezský kníže Měšek I. Křivonohý. Po smrti knížete Vladislava I. Opolského v roce 1281 přešlo toto území do nově vzniklého knížectví bytomského. Prvním knížetem byl Kazimír Bytomský, který složil hold českému králi a v roce 1289 přijal od krále Václava II. svou zemi jako léno Českého království. Během svého života v roce 1304 vydělil oblast Tošku z knížectví bytomského. Nově vzniklé Tošecké knížectví připadlo nejstaršímu synovi Boleslavu Tošeckému. Po jeho smrti v roce 1328 přešlo knížectví na jeho bratra Vladislava Kozelského, který jej zase spojil s knížectvím bytomským.
Po vymření bytomsko-kozelské větve slezských Piastovců v roce 1355 přešlo knížectví tošecké na knížectví těšínské, kdy bylo nutné dořešit dědické nároky. Během 15. století patřilo knížectví osvětimským knížatům. Po smrti Kazimíra Osvětimského se dědici stali jeho tři synové a samotné knížectví připadlo Přemyslovi II. Osvětimskému. V roce 1497 koupil knížectví Jan II. Opolský. V roce 1532 zanikla opolská větev slezských Piastovců. Společně s Opolským knížectvím se Tošecko stalo přímým vlastnictvím českého krále.

## Tošecká knížata
- Boleslav Tošecký
- Přemysl I. Nošák
- Kazimír Osvětimský
- Václav I. Zátorský
- Přemysl II. Osvětimský